# Богданов, Роман Александрович
Роман Александрович Богданов (4 августа 1995, Павлодар — 5 сентября 2022, Павлодарская область) — казахстанский футболист, защитник, детский тренер.

## Карьера
Воспитанник павлодарского футбола. С 2013 года выступал за молодёжную команду «Иртыша», в 2016 году дебютировал в основном составе клуба в кубковой встрече против «Астаны».
Погиб 5 сентября 2022 года из-за несчастного случая на рыбалке, утонув в реке Иртыш.